# Championnats du monde de gymnastique artistique 1950
Navigation
Édition précédente Édition suivante
Les 12e championnats du monde de gymnastique artistique ont eu lieu à Bâle en Suisse.

## Pays participants
- Royaume d'Égypte
- Belgique
- Danemark
- Finlande
- France
- Italie
- Yougoslavie
- Luxembourg
- Pays-Bas
- Autriche
- Pologne
- Suède
- Suisse
- Royaume-Uni

## Résultats hommes

### Concours général individuel
| Rang | Gymnaste       | Points |
| ---- | -------------- | ------ |
| 1.   | Walter Lehmann | 143.30 |
| 2.   | Marcel Adatte  | 141.00 |
| 3.   | Olavi Rove     | 140.80 |
| 4.   | Guido Figone   | 139.95 |
| 5.   | Josef Stoffel  | 139.50 |
| 6.   | Josef Stalder  | 139.40 |
| 7.   | Kalevi Viskari | 139.35 |
| 8.   | Raymond Dot    | 138.85 |

### Concours par équipes
| Rang | Pays | Points |
| ---- | --- | ------ |
| 1.   | Suisse Marcel Adatte, Hans Eugster, Ernst Gebendinger, Jack Günthard, Walter Lehmann, Josef Stalder, Melchior Thalmann, Jean Tschabold | 852.25 |
| 2.   | Finlande Paavo Aaltonen, Veikko Huhtanen, Kalevi Laitinen, Kaino Lempinen, Olavi Rove, Heikki Savolainen, Esa Seeste, Kalevi Viskari   | 838.50 |
| 3.   | France Alphonse Anger, Raymond Badin, Marcel Dewolf, Raymond Dot, Lucien Masset, Michel Mathiot, Roger Pruvost, André Weingand         | 807.85 |
| 4.   | Italie | 728.90 |
| 5.   | Yougoslavie | 664.90 |
| 6.   | Royaume d'Égypte | 623.80 |

### Finales par engins

#### Sol
| Rang | Gymnaste          | Points |
| ---- | ----------------- | ------ |
| 1.   | Ernst Gebendinger | 19.250 |
| 1.   | Josef Stalder     | 19.250 |
| 3.   | Raymond Dot       | 19.200 |
| 4.   | Ernst Wister      | 19.150 |

#### Cheval d'arçon
| Rang | Gymnaste          | Points |
| ---- | ----------------- | ------ |
| 1.   | Josef Stalder     | 19.700 |
| 2.   | Marcel Adatte     | 19.350 |
| 3.   | Walther Lehmann   | 19.050 |
| 4.   | Melchior Thalmann | 18.900 |

#### Anneaux
| Rang | Gymnaste        | Points |
| ---- | --------------- | ------ |
| 1.   | Walther Lehmann | 19.700 |
| 2.   | Olavi Rove      | 19.300 |
| 3.   | Hans Eugster    | 19.200 |

#### Saut
| Rang | Gymnaste          | Points |
| ---- | ----------------- | ------ |
| 1.   | Ernst Gebendinger | 19.700 |
| 2.   | Olavi Rove        | 19.350 |
| 3.   | Walther Lehmann   | 19.050 |
| 4.   | Josef Stalder     | 19.200 |
| 4.   | Melchior Thalmann | 19.200 |
| 4.   | Jean Tschabold    | 19.200 |

#### Barres parallèles
| Rang | Gymnaste        | Points |
| ---- | --------------- | ------ |
| 1.   | Hans Eugster    | 19.850 |
| 2.   | Olavi Rove      | 19.450 |
| 3.   | Raymond Dot     | 19.350 |
| 4.   | Walther Lehmann | 19.300 |

#### Barre fixe
| Rang | Gymnaste        | Points |
| ---- | --------------- | ------ |
| 1.   | Paavo Aaltonen  | 19.450 |
| 2.   | Vaikko Uthanen  | 19.400 |
| 3.   | Walther Lehmann | 19.350 |
| 3.   | Josef Stalder   | 19.350 |

## Résultats femmes

### Concours général individuel
| Rang | Gymnaste            | Points |
| ---- | ------------------- | ------ |
| 1.   | Helena Rakoczy      | 94.016 |
| 2.   | Ann-Sofi Pettersson | 91.700 |
| 3.   | Gertrude Kolar      | 91.000 |
| 4.   | Evy Berggren        | 90.633 |
| 5.   | Alexandra Lemoine   | 90.516 |
| 6.   | Ginette Durand      | 90.466 |
| 7.   | Laura Micheli       | 90.100 |
| 8.   | Ingrid Sandahl      | 89.933 |

### Concours par équipe
| Rang | Pays | Points  |
| ---- | --- | ------- |
| 1.   | Suède Evy Berggren Vanja Blomberg Karin Lindberg Gunnel Ljungström Hjördis Nordin Ann-Sofi Pettersson Gota Pettersson Ingrid Sandahl          | 607.500 |
| 2.   | France Ginette Durand Colette Hué Madeleine Jouffroy Alexandra Lemoine Liliane Montagne Christine Palau Irène Pittelioen Jeanette Vogelbacher | 598.766 |
| 3.   | Italie Renata Bianchi Licia Macchini Laura Micheli Anna Monlarini Marja Nutti Elena Santoni Liliana Scaricabarozzi Lilia Torriani             | 594.250 |
| 4.   | Yougoslavie | 589.333 |
| 5.   | Pologne | 587.333 |
| 6.   | Autriche | 585.783 |
| 7.   | Belgique | 509.866 |

### Finales par engins

#### Saut
| Rang | Gymnaste          | Points |
| ---- | ----------------- | ------ |
| 1.   | Helena Rakoczy    | 23.566 |
| 2.   | Gertrude Kolar    | 23.466 |
| 3.   | Alexandra Lemoine | 23.400 |

#### Barres asymétriques
| Rang | Gymnaste            | Points |
| ---- | ------------------- | ------ |
| 1.   | Gertrude Kolar      | 24.000 |
| 1.   | Ann-Sofi Pettersson | 24.000 |
| 3.   | Helena Rakoczy      | 23.850 |
| 4.   | Ingrid Sandahl      | 23.600 |
| 5.   | Edeltraud Schramm   | 23.550 |
| 6.   | Traudl Ruckser      | 23.500 |

#### Poutre
| Rang | Gymnaste       | Points |
| ---- | -------------- | ------ |
| 1.   | Helena Rakoczy | 23.433 |
| 2.   | Marja Nutti    | 23.333 |
| 3.   | Licia Macchini | 23.200 |

#### Sol
| Rang | Gymnaste           | Points |
| ---- | ------------------ | ------ |
| 1.   | Helena Rakoczy     | 23.166 |
| 2.   | Tereza Kočiš       | 23.033 |
| 3.   | Stefania Reindlova | 23.000 |

## Tableau des médailles
| Rang | Nation      | Or | Argent | Bronze | Total |
| ---- | ----------- | -- | ------ | ------ | ----- |
| 1    | Suisse      | 8  | 2      | 5      | 15    |
| 2    | Pologne     | 4  | -      | 2      | 6     |
| 3    | Suède       | 2  | 1      | -      | 3     |
| 4    | Finlande    | 1  | 5      | 1      | 6     |
| 5    | Autriche    | 1  | 1      | 1      | 3     |
| 6    | France      | -  | 1      | 4      | 5     |
| 7    | Italie      | -  | 1      | 2      | 3     |
| 8    | Yougoslavie | -  | 1      | -      | 1     |